# یولانتا یاتسکوفسکا-چوپ
یولانتا یاتسکوفسکا-چوپ (لهستانی: Jolanta Jackowska-Czop؛ زادهٔ ۶ آوریل ۱۹۷۱) بازیگر، صداپیشه و روزنامه‌نگار اهل لهستان است.
از فیلم‌ها یا مجموعه‌های تلویزیونی که وی در آن‌ها نقش داشته‌است، می‌توان به خانه کشیش، قانون حقیقی و کمیسر آلکس اشاره نمود.